# Dendrophthoe glabrescens
Dendrophthoe glabrescens là một loài thực vật có hoa trong họ Loranthaceae. Loài này được (Blakeley) Barlow mô tả khoa học đầu tiên năm 1962.